# Speed metal
Speed metal je volně definovaný podžánr heavy metalu, který se postupně objevil v polovině 80. let 20. století. Jde o přímého předchůdce thrash metalu. Struktura skladeb je podobná jako u tradičního heavy metalu, obsahuje však rychlejší tempa a rytmus – odtud název speed metal.
Mnoho speedmetalových skupin může zdánlivě spadat do stejné kategorie s thrashmetalovými a powermetalovými skupinami. Je to hlavně díky vlivu speed metalu na vývoj těchto žánrů. Také mnoho japonských skupin z 80. let může být popisováno jako speedmetalové, hlavně díky úspěchu skupiny X Japan.
Přesný původ speedmetalu je těžké určit, hlavně proto, že až do 80. let nebyl uznán jako samostatný podžánr heavy metalu. Nicméně jako první ranou skladbu se speed metalovými znaky lze považovat Stone Cold Crazy od Queen z roku 1972, která bylo ovšem vydaná až se třetím albem Sheer Heart Attack (1974) nebo Highway Star z alba Machine Head od Deep Purple z roku 1972. Bylo tu sice více náznaků s podobnými rysy, včetně skladby Paranoid ze stejnojmenného alba od Black Sabbath z roku 1970, a také další skladby od Deep Purple, jako např. Speed King z alba In Rock z roku 1970 a Fireball z eponymního alba z roku 1971, nicméně to byla skladba Highway Star, která do heavy metalu uvedla na tu dobu extrémně rychlé riffy a složená kytarová a klávesová sóla vypůjčená z progresivního rocku 70. let, ale silně ovlivněna klasickou hudbou.
Skupina Judas Priest sice až do roku 1990 (Painkiller) nevydala žádné plně speedmetalové album , ale množství skladeb z jejich dřívějších alb obsahuje prvky speed metalu, např. Exciter z alba Stained Class z roku 1978.
Také skupina Motörhead do svého stylu dodala „primitivní“ speedmetalové elementy, zatímco se novější kapely začaly objevovat na scéně. I typicky NWOBHM skupina Iron Maiden vytvořila několik speedmetalových skladeb jako Aces High a Invaders.
Některé skupiny, které se později vynořily jako thrashmetalové, mají hluboké kořeny ve speed metalu. Debutové album Show No Mercy od Slayer, debut Kill 'Em All od Metallicy a také několik skladeb z jejich dalších alb, jako třeba Battery z legendárního alba Master of Puppets také první album Anthraxu Fistful of Metal, debut Megadeth Killing Is My Business… and Business Is Good! a mnoho dalších obsahuje prvky speed metalu (inspirované ve NWOBHM) kombinované s thrashmetalovými riffy.
Německá heavymetalová skupina Accept do svého „zvuku“ také dodala několik speedmetalových znaků, jako ve skladbě Fast As A Shark z alba Restless and Wild z roku 1982. Accept vůbec ovlivnili mnoho německých heavymetalových skupin, např. Helloween, Running Wild, Grave Digger, Rage apod. Album Walls of Jericho od Helloween je jedním z přelomových ve speed metalu.
Samostatnou kapitolou je kapela Blind Guardian, jejíž první album vyšlo v roce 1988. Zpočátku totiž hrála speed metal ne nepodobný stylu Helloween, ale postupně si vytvářela svůj vlastní styl, pro který je škatulka speed/power metal příliš těsná.